# Mieczysław Jakimowicz
Mieczysław Jakimowicz (ur. 1881 w Warszawie, zm. 1917 w Zakopanem) – grafik, rysownik i miniaturzysta.
Kształcił się w warszawskiej Szkole Sztuk Pięknych u A. Badowskiego i w krakowskiej Akademii Sztuk Pięknych m. in. pod kierunkiem Teodora Axentowicza i Józefa Mehoffera. W 1905 wstąpił do Grupy Pięciu, z którą wystawiał w Krakowie (1905), Lwowie (1906), Warszawie (1907), Berlinie (1906) i Wiedniu (1906, 1908). W 1911 Jakimowicz został członkiem założycielem Towarzystwa Artystów Polskich w Paryżu. Po powrocie do Polski osiadł w Zakopanem. Wystawiał w Krakowie (1912), Lwowie (1912) i Poznaniu (1913), a także za granicą: w Düsseldorfie i Kolonii. W kraju eksponował swą twórczość w krakowskim Towarzystwie Przyjaciół Sztuk Pięknych (1904, 1914, 1916), warszawskim Towarzystwie Zachęty Sztuk Pięknych (1904-06, 1909-14) oraz we Lwowie (1913, 1914).

## Galeria

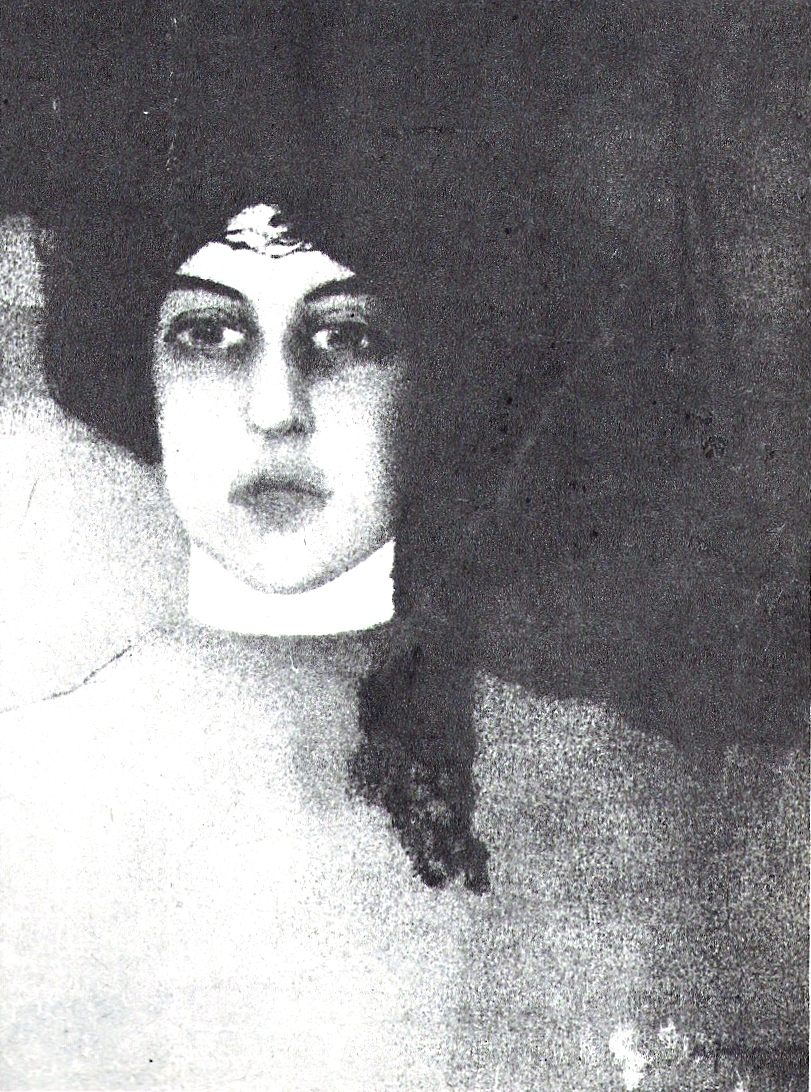
Dziwne oczy, 1909
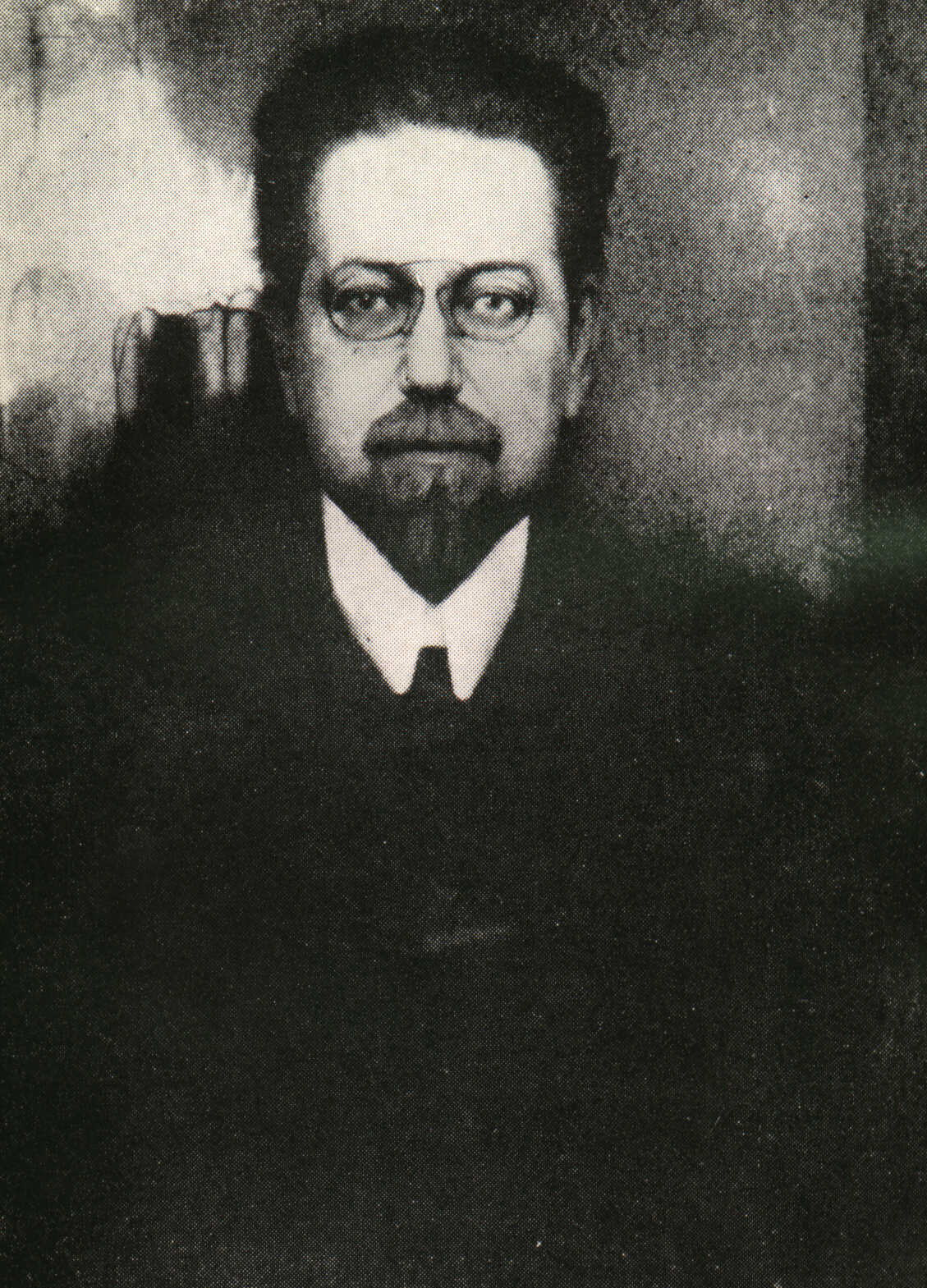
Portret Władysława Reymonta, 1909